# 사회 연결망 분석
소셜 네트워크 분석(Social network analysis, SNA)은 네트워크 와 그래프 이론을 사용하여 사회 구조를 조사하는 과정이다. 이는 노드 (네트워크 내의 개별 행위자, 사람 또는 사물)와 이를 연결하는 연결, 가장자리 또는 링크 (관계 또는 상호 작용) 측면에서 네트워크 구조를 특성화한다. 소셜 네트워크 분석을 통해 일반적으로 시각화되는 사회구성체의 예로는 소셜 미디어(SNS), 인터넷 밈 확산, 정보 순환, 약한 유대(친구 및 지인 네트워크, 동료 학습 네트워크, 비즈니스 네트워크, 지식 네트워크 등이 있다., 어려운 업무 관계, 협업 그래프 친족 관계, 감염 경로 및 성적 관계 . 이러한 네트워크는 종종 노드가 점으로 표시되고 연결이 선으로 표시되는 소시오그램을 통해 시각화된다. 이러한 시각화는 관심 있는 속성을 반영하기 위해 노드와 가장자리의 시각적 표현을 변경하여 네트워크를 질적으로 평가하는 수단을 제공한다.
소셜 네트워크 분석은 현대 사회학의 핵심 기술로 등장했다. 또한 인류학, 생물학, 인구통계학, 언론정보학(커뮤니케이션학), 경제학, 지리학, 역사, 정보과학, 조직 연구, 정치학, 공중 보건, 사회 심리학, 발달 연구, 사회 언어학 및 컴퓨터 과학, 교육 및 원격 교육 연구, 현재 소비자 도구로 일반적으로 사용 가능하다( SNA 소프트웨어 목록 참조. 소셜 네트워크 분석 소프트웨어 ).
SNA의 장점은 두 가지이다. 첫째, SNA는 많은 양의 관계 데이터를 처리하고 전체적인 관계 네트워크 구조를 설명할 수 있다. 둘째, 시스템 및 매개변수 선택을 통해 네트워크 내에서 영향력 있는 노드를 확인할 수 있다. 이는 in-degree와 out-degree 중심성과 같은 개념을 포함한다. SNA는 네트워크의 특성에 따라 "중심"을 정의하기 위한 매개변수를 선택하는 컨텍스트를 제공한다. 노드, 클러스터 및 관계 분석을 통해 개인의 커뮤니케이션 구조와 위치를 명확하게 설명할 수 있다.
이런 사회 연결망 분석은 다양한 학문과 연구에서 하나의 연구 방법으로서 활용되며, 마케팅 등 경영학의 관점에서도 강력한 전략으로써 활용될 수 있다.

## 역사 및 등장 배경
인간과 인간의 관계, 인간과 사회의 관계 등 다양한 관계들을 과학적으로 밝히고 분석하고자 하는 노력은 긴 역사를 가지고 있다.
소셜 네트워크 분석은 사회적 행위자를 연결하는 관계 패턴 연구의 중요성에 대해 쓴 게오르크 지멜 및 에밀 뒤르켐 과 같은 초기 사회학자의 작업에 이론적 뿌리를 두고 있다. 사회과학자들은 대인관계에서 국제에 이르기까지 모든 규모의 사회 시스템 구성원들 사이의 복잡한 관계 집합을 암시하기 위해 20세기 초부터 " 사회 연결망 "라는 개념을 사용해 왔다.
1930년대에 야코브 레비 모레노 와 헬렌 홀 제닝스 기본적인 분석 방법을 도입했다. 1954년에 존 애런델 반스는 전통적으로 대중이 사용하는 개념과 사회과학자들이 사용하는 개념, 즉 제한된 사회 집단 (예: 부족, 가족) 및 사회적 분류 (예: 성별, 민족)를 포괄하는 유대 패턴을 나타내기 위해 이 용어를 체계적으로 사용하기 시작했다. .
1970년대부터 로널드 버트, 캐슬린 칼리, 마크 그래노베터, 데이비드 크랙하트, 에드워드 라우만, 아나톨 라포폴트, 배리 웰먼, 더글라스 R.화이트] 및 해리슨 화이트 와 같은 학자들이 체계적인 소셜 네트워크 분석의 사용을 확장했다.
1990년대 후반부터 소셜 네트워크 분석은 던컨 J. 와츠, 버러바시 얼베르트 라슬로, 피터 비어먼, 니콜라스 크리스타키스, 제임스 H. 파울러 와 같은 사회학자, 정치학자, 경제학자, 컴퓨터 과학자 및 물리학자들의 연구를 통해 더욱 부활했다. 제임스 H. 파울러, 마크 뉴먼, 매튜 O. 잭슨, 존 클라인버그 등은 대면에 관한 "디지털 흔적"뿐만 아니라 온라인 소셜 네트워크에 대해 사용할 수 있는 새로운 데이터의 출현에 부분적으로 촉발된 새로운 모델과 방법을 개발하고 적용하고 있다.
사회 네트워크 분석은 다양한 학문 분야뿐만 아니라 돈세탁과 테러방지와 같은 실제 상황에서의 응용을 찾아내기도 했다.
하지만 기술의 발전이 지속하며 20세기 후반부터 사회 연결망 분석에 대한 연구는 본격적으로 시작되었다. 21세기에 들어 인터넷의 발전과 Flickr, Twitter, Facebook, Instagram 등 다양한 소셜 네트워크 서비스(Social Network Service)의 등장으로 사회 연결망 분석은 다양한 분야에서 그 역할이 중대해졌으며 그 유용성이 과거에 비해 크게 증대했다.
2000년대 초반보다 소셜 네트워크 서비스(Social Network Service)가 활발해진 2010년 이후의 사회 연결망 분석 연구 또한 매우 증가했습다..

## 사회 연결망 분석 단계

### 사회 연결망 데이터 수집
사회 연결망 분석을 시행하기 위해서는 '데이터'를 필요로 한다. 이 데이터는 다양한 경로를 통해 수집이 가능하다. Flickr, Twitter, Facebook, Instagram, 등의 소셜 네트워크 서비스에서 데이터를 수집할 수 있으며, 개개인의 이메일에서 데이터를 수집할 수도 있다. 이런 데이터를 수집하는 방법에도 다양한 방법이 존재한다. 대표적으로는 '웹 크롤러' 기법을 통해 직접 수집이 가능하며, NodeXL 같은 다양한 프로그램을 통해서도 쉽게 데이터 수집이 가능하다.
다만 이런 개개인의 데이터가 가지는 힘이 막강함과 그 위험성이 드러나게 되었고, 그 결과 Facebook을 시작으로 대부분의 소셜네트워크 서비스들은 각각의 'API'를 제한하며 개개인이 데이터를 수집할 수 있는 권한을 대폭 감소하게 되었다.
이 밖에도 인터뷰, 설문서, 관찰 등을 통해 직접 수집하는 방법 또한 존재한다.

### 데이터 분석
수집된 데이터를 바탕으로 분석을 시행한다. 데이터를 분석하기 위해서는 R, Python 등 프로그램을 이용하기도 하나, 일반적으로 사회 연결망 분석 프로그램을 사용한다. 국내의 대표적인 프로그램으로는 'UCINET'과 'NetMiner'등이 있으며 해외의 대표적인 프로그램으로는 'NodeXL'등이 있다.

### 데이터 시각화
분석을 마친 데이터를 파악하기 위해 시각화를 시행한다. 대부분 프로그램 안에 시각화 기능이 내장되어 있다. 분석방향과 필요한 정보에 따라 최종 시각화를 시행한다.

## 분석 요소
크기: 지정된 네트워크의 네트워크 구성원 수이다.

### 연결
동질성(homophily) : 행위자가 유사하거나 유사하지 않은 타인과 유대관계를 형성하는 정도. 유사성은 성별, 인종, 나이, 직업, 교육 성취, 지위, 가치 또는 기타 두드러진 특성에 따라 정의될 수 있다. 동종성(homophily)은 분류성이라고도 한다.
다중성: 타이에 포함된 콘텐츠 형식의 수이다.  예를 들어 친구이자 함께 일하는 두 사람의 다중화도는 2가 된다 다중성은 관계 강도와 연관되어 있으며 긍정적이고 부정적인 네트워크 관계의 중첩으로 구성될 수도 있다.
상호성/재귀성(Mutuality/Reciprocity): 두 행위자가 서로의 우정이나 다른 상호작용을 어느 정도 상호 반응하는지에 대한 것이다.
네트워크 폐쇄(Network Closure): 관계형 트라이어드의 완전성을 측정한다. 네트워크 폐쇄에 대한 개인의 가정(즉, 친구도 친구임)을 전이성이라고 한다. 이행성은 인지적 종결 욕구 의 개인 또는 상황적 특성의 결과이다.
근접성(Propinquity): 행위자들이 지리적으로 가까운 다른 사람들과 더 많은 연결을 가지는 경향을 의미한다.

### 분포
브리지(Bridge) : 약한 연결이 구조적 허점을 채우는 개인으로, 두 개인 또는 클러스터 사이의 유일한 연결을 제공한다. 또한 메시지 왜곡이나 전달 실패 위험이 높아 더 긴 경로가 실행 불가능한 경우 최단 경로도 포함된다.
중심성 (Centrality) : 중심성은 네트워크 내 특정 노드(또는 그룹)의 "중요도" 또는 "영향력"(다양한 의미에서)을 정량화하는 것을 목표로 하는 측정항목 그룹을 나타낸다. "중심성"을 측정하는 일반적인 방법의 예로는 매개중심,  근접 중심성, 고유 벡터 중심성, 알파 중심성 및 정도 중심성이 있다.
밀도(Density): 가능한 총 수에 대한 네트워크의 직접적인 연결 비율이다.
거리(Distance): 두 명의 특정 행위자를 연결하는 데 필요한 최소 연결 수로, 스탠리 밀그램(Stanley Milgram)의 작은 세계 실험 과 '6단계 분리' 개념에 의해 대중화되었다.
구조적 허점: 네트워크의 두 부분 사이에 연결이 없다. 구조적 허점을 찾아 활용하는 것은 기업가 경쟁 우위를 제공할 수 있다. 이 개념은 사회학자인 로널드 스튜어트 버트 에 의해 개발되었으며 때로는 사회적 자본의 대체 개념이라고도 한다.
유대 강도(Tie Strength): 시간, 정서적 강도, 친밀감 및 상호성(예: 상호성)의 선형 조합으로 정의된다. 강한 유대는 동질성, 근접성, 전이성과 연관되는 반면, 약한 유대는 가교와 연관된다.

### 세분화
그룹은 모든 개인이 다른 모든 개인과 직접적으로 연결되어 있는 경우 ' 파벌 '로 식별되고, 직접 접촉의 엄격함이 덜하고 부정확한 경우 '사회집단'으로 식별되며, 정확성이 필요한 경우 구조적 응집력이 있 블록으로 식별된다.
클러스터링 계수(Clustering coefficient): 노드의 두 연관이 연관될 가능성을 측정한 것이다. 클러스터링 계수가 높을수록 '클러시'가 더 크다는 것을 나타낸다.
응집성(Cohesion): 행위자들이 사회 통합을 통해 서로 직접 연결되는 정도. 구조적 응집력은 그룹에서 제거될 경우 그룹 연결을 끊을 수 있는 최소 구성원 수를 나타낸다.

## 네트워크 모델링 및 시각화
소셜 네트워크의 시각적 표현은 네트워크 데이터를 이해하고 분석 결과를 전달하는 데 중요하다. 소셜 네트워크 분석을 통해 생성된 데이터를 시각화하는 다양한 방법이 제시되었다. 많은 소셜 네트워크 분석 소프트웨어에는 네트워크 시각화를 위한 모듈이 있다. 데이터 탐색은 다양한 레이아웃으로 노드와 연결을 표시하고 노드에 색상, 크기 및 기타 고급 속성을 지정하여 수행된다. 네트워크의 시각적 표현은 복잡한 정보를 전달하는 강력한 방법일 수 있지만 시각적 디스플레이만으로 노드 및 그래프 속성을 해석할 때는 정량 분석을 통해 더 잘 포착된 구조적 속성을 잘못 나타낼 수 있으므로 주의해야 한다.
부호형 그래프는 인간 사이의 좋은 관계와 나쁜 관계를 설명하는 데 사용될 수 있다. 두 노드 사이의 긍정적인 가장자리는 긍정적인 관계(우정, 동맹, 데이트)를 나타내고 두 노드 간의 부정적인 가장자리는 부정적인 관계(증오, 분노)를 나타낸다. 서명된 소셜 네트워크 그래프를 사용하여 그래프의 향후 발전을 예측할 수 있다. 서명된 소셜 네트워크 에는 "균형" 및 "불균형" 주기라는 개념이 있다. 균형 잡힌 주기는 모든 징후의 곱이 양수인 순환으로 정의된다. 균형 이론에 따르면 균형 잡힌 그래프는 그룹 내 다른 사람들의 의견을 바꿀 가능성이 없는 사람들의 그룹을 나타낸다. 불균형 그래프는 자신이 속한 그룹의 사람들에 대한 의견을 바꿀 가능성이 매우 높은 사람들의 그룹을 나타낸다. 예를 들어 3명(A, B, C)으로 구성된 그룹에서 A와 B는 양의 관계, B와 C는 양의 관계, C와 A는 음의 관계를 갖는 불균형 순환이다. 이 그룹은 B가 A와만 좋은 관계를 갖고 A와 B 모두 C와 부정적인 관계를 갖는 것과 같은 균형 잡힌 주기로 변할 가능성이 매우 높다. 균형 및 불균형 주기의 개념을 사용하여 서명된 소셜 네트워크 그래프를 예측할 수 있다.
특히 변화를 촉진하기 위한 도구로 소셜 네트워크 분석을 사용할 때 참여 네트워크 매핑의 다양한 접근 방식이 유용한 것으로 입증되었다. 여기서 참가자/면접관은 데이터 수집 세션 동안 실제로 네트워크를 매핑(펜과 종이 또는 디지털 방식으로)하여 네트워크 데이터를 제공한다. 일부 행위자 속성(행위자의 인지된 영향 및 목표)의 수집도 포함하는 펜과 종이 네트워크 매핑 접근 방식의 예는 * 넷맵 도구 상자이다. 이 접근 방식의 한 가지 이점은 연구자가 질적 데이터를 수집하고 네트워크 데이터가 수집되는 동안 명확한 질문을 할 수 있다는 것이다.

### 사회 네트워킹 잠재력
SNP(소셜 네트워킹 잠재력)는 개인의 소셜 네트워크 규모와 해당 네트워크에 영향을 미치는 능력을 모두 나타내기 위해 알고리즘을 통해 파생된 숫자 계수이다. SNP 계수는 2002년 Bob Gerstley에 의해 처음 정의되어 사용되었다. 밀접하게 관련된 용어는 높은 SNP를 가진 사람으로 정의되는 Alpha User이다.
SNP 계수는 주로 두 가지 주요 기능을 갖고 있다:
1. 소셜 네트워킹 잠재력을 기반으로 개인을 분류한다 .
2. 정량적 마케팅 조사 연구에서 응답자의 가중치.

응답자의 SNP를 계산하고 높은 SNP 응답자를 대상으로 함으로써 바이럴 마케팅 전략을 추진하는 데 사용되는 정량적 마케팅 조사의 강도와 관련성이 향상된다.
개인의 SNP를 계산하는 데 사용되는 변수에는 소셜 네트워킹 활동 참여, 그룹 멤버십, 리더십 역할, 인정, 비전자적 미디어에 대한 출판/편집/기고, 전자 미디어(웹사이트, 웹사이트, 블로그) 및 해당 네트워크 내에서의 과거 정보 배포 빈도. 약어 "SNP"와 개인의 소셜 네트워킹 잠재력을 정량화하기 위해 개발된 최초의 알고리즘 중 일부는 "광고 연구가 변화하고 있다"(Gerstley, 2003) 백서에 설명되어 있다. 바이럴 마케팅을 참조하세요.
이동 통신 청중 사이에서 Alpha Users의 상업적 사용을 논의한 첫 번째 책 은 2004년 Ahonen, Kasper 및 Melkko가 쓴 3G Marketing이었다. 소셜 마케팅 인텔리전스 의 맥락에서 알파 사용자를 보다 일반적으로 논의한 첫 번째 책은 2005년 Ahonen & Moore가 쓴 Communities Dominate Brands이다. 2012년 Nicola Greco( UCL ) 는 TEDx 에서 소셜 네트워킹 잠재력을 사용자가 생성하고 기업이 사용해야 하는 잠재적 에너지 와 평행하게 설명하면서 "SNP는 모든 기업이 보유해야 하는 새로운 자산이다"라고 말했다.

## 사회 연결망 분석의 유용성
사회 연결망 분석은 다양한 분야에서 다양한 목적으로 광범위하게 활용될 수 있다.
먼저 경영학적으로는 중심성을 파악하여 소셜 네트워크 서비스나 네트워크 내에서 가장 강력한 영향력을 가진 인물을 찾아 홍보 효과를 극대화하는 마케팅 전략에 활용할 수 있다.
또한 특정 공간 내에서의 관계망을 분석하여 사회와 공간 간의 관계를 이해할 수 있으며, 이를 과학적으로 분석할 수 있다.
사회 연결망 분석의 대표적인 활용 사례로 '엔론 이메일 분석'이 있다.
엔론은 미국의 에너지 및 물류 서비스 회사로, 2001년 말에 분식회계 사건이 드러나면서 파산하게 되었다. 이를 '엔론 사태'라고 한다. 이후 법원 결정에 따라 회사 직원들의 이메일 데이터가 공개되었다.
엔론 사태가 발생하기 수개월 전, 엔론 회사 네트워크 내의 각 직원(노드)들 간의 연결 정도는 감소하기 시작했고, 각 노드의 연결 정도 중심성은 감소했다. 반면에 네트워크 외부와의 연결 정도는 증가하였고, 외부인들과의 네트워크 내에서의 중심성은 높아지는 분석 결과가 도출되었다.
즉, 엔론 사태를 어느 정도 예견한 일부 임직원들은 다른 회사를 찾거나 구직 활동을 시작한 것이며, 일부 엔론 사태를 예측한 외부인들은 회사 내 직원들에게 접근하기 시작했다.
이미 사건이 지난 후에 분석이 이루어졌지만, 당시에 사회 연결망 분석을 시행했다면 이 사태를 일부분 예측할 수 있었을지도 모르는 사실이다.
이처럼 다양한 연구와 예측에도 사회 연결망 분석이 사용될 수 있으며, 앞으로 그 가치는 더욱 증대할 것으로 전망된다.

## 활용 사례
소셜 네트워크 분석은 광범위한 응용 프로그램과 분야에서 광범위하게 사용된다. 일반적인 네트워크 분석 애플리케이션에는 데이터 집계 및 마이닝, 네트워크 전파 모델링, 네트워크 모델링 및 샘플링, 사용자 속성 및 행동 분석, 커뮤니티 유지 리소스 지원, 위치 기반 상호 작용 분석, 소셜 공유 및 필터링, 추천 시스템 개발 및 링크 예측 포함된다. 그리고 엔터티 해결.  민간 부문에서 기업은 소셜 네트워크 분석을 사용하여 고객 상호 작용 및 분석, 정보 시스템 개발 분석, 마케팅 및 비즈니스 인텔리전스 요구 사항과 같은 활동을 지원한다( 소셜 미디어 분석 참조). 일부 공공 부문 용도에는 리더 참여 전략 개발, 개인 및 그룹 참여 분석, 미디어 사용, 커뮤니티 기반 문제 해결 등이 포함된다.

### 학교의 종단적 소셜 네트워크 분석
전 세계적으로 수많은 연구자들이 어린이와 청소년의 소셜 네트워크를 조사한다. 설문지에는 동급생, 같은 학년 학생, 학교 친구를 모두 나열하여 "가장 친한 친구는 누구입니까?"라고 질문한다. 학생들은 때때로 원하는 만큼 많은 동료를 지명할 수 있다. 다른 경우에는 후보 수가 제한되어 있다. 소셜 네트워크 연구자들은 우정 네트워크의 유사점을 조사했다. 친구 사이의 유사성은 고전 고대부터 확립되었다. 닮음은 우정을 유지하는 중요한 기반이다. 특성, 태도, 행동의 유사성은 친구들이 서로를 더 빨리 이해하고, 이야기할 공통 관심사가 있고, 서로의 입장을 더 잘 알고, 서로에 대한 신뢰가 더 크다는 것을 의미한다. 결과적으로 그러한 관계는 더욱 안정적이고 가치 있게 된다. 더욱이, 더 비슷해 보이는 것은 젊은 사람들에게 더 자신감을 주고 그들의 정체성을 발전시키는 데 도움이 된다. 행동의 유사성은 선택(깃털이 있는 새들이 함께 모이는 것)과 영향(썩은 사과 하나가 통을 망친다)이라는 두 가지 과정에서 비롯될 수 있다. 이 두 프로세스는 톰 스니더스 와 동료가 개발한 R 패키지 SIENA(Simulation Investigation for Empirical Network Analyses)의 종단적 소셜 네트워크 분석을 사용하여 구별할 수 있다. 종단적 소셜 네트워크 분석은 2013년 르네 빈스트라 가 편집하고 15개의 실증 논문을 포함하는 청소년 연구 저널 의 특별호가 출판된 이후 주류가 되었다.

### 보안 애플리케이션
소셜 네트워크 분석은 정보, 방첩, 법 집행 활동에도 사용된다. 이 기술을 통해 분석가는 간첩 조직, 범죄 조직, 거리 갱단과 같은 비밀 조직을 파악할 수 있다. NSA( 미국 국가 안보국 )는 전자 감시 프로그램을 사용하여 국가 안보와 관련이 있는 것으로 간주되는 테러리스트 세포 및 기타 네트워크에 대한 이러한 유형의 분석을 수행하는 데 필요한 데이터를 생성한다. NSA는 이 네트워크 분석 중에 최대 3개의 노드를 조사한다. 소셜 네트워크의 초기 매핑이 완료된 후 네트워크 구조를 결정하고 예를 들어 네트워크 내 리더를 결정하기 위한 분석이 수행된다. 이를 통해 군대 또는 법 집행 기관 자산은 리더십 위치에 있는 고가치 목표 에 대해 포획 또는 사살 참수작전을 시작하여 네트워크 기능을 방해할 수 있다. NSA는 9·11 테러 직후부터 메타데이터 라고도 알려진 통화 세부 기록 (CDR)에 대한 소셜 네트워크 분석을 수행해 왔다.

### 텍스트 분석 적용

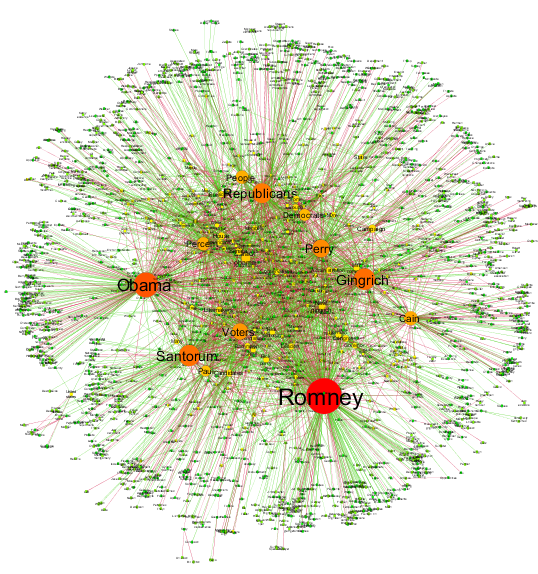
2012년 미국 선거 서사 네트워크

대규모 텍스트 말뭉치를 네트워크로 변환한 후 소셜 네트워크 분석 방법으로 분석할 수 있다. 이러한 네트워크에서 노드는 소셜 행위자이고 링크는 작업이다. 이러한 네트워크의 추출은 파서를 사용하여 자동화할 수 있다. 수천 개의 노드를 포함할 수 있는 결과 네트워크는 네트워크 이론의 도구를 사용하여 주요 행위자, 주요 커뮤니티 또는 당사자, 전체 네트워크의 견고성 또는 구조적 안정성 또는 특정 네트워크의 중심성과 같은 일반 속성을 식별함으로써 분석된다. 노드. 이는 정량적 서술 분석 에서 도입한 접근 방식을 자동화하여 주어-동사-목적어 삼중항을 행위로 연결된 행위자 쌍 또는 행위자-객체로 형성된 쌍으로 식별한다.
다른 접근 방식에서는 텍스트에서 동시에 나타나는 단어의 네트워크를 고려하여 텍스트 분석이 수행된다. 이러한 네트워크에서 노드는 단어이며 노드 간의 링크는 동시 발생 빈도(특정 최대 범위 내)를 기준으로 가중치가 부여된다.

### 인터넷상의 애플리케이션
소셜 네트워크 분석은 개인, 조직, 웹사이트 간의 온라인 행동을 이해하는 데에도 적용되었다. 하이퍼링크 분석을 사용하면 웹 사이트 나 웹 페이지 간의 연결을 분석하여 개인이 웹을 탐색할 때 정보가 어떻게 흐르는지 조사할 수 있다. 이슈 커뮤니티 내 어떤 조직이 있는지 알아보기 위해 하이퍼링크 분석을 통해 조직 간 연결을 분석했다.

#### 네토크라시
소셜 네트워크 이론과 인터넷 간의 이러한 연결에서 등장한 또 다른 개념은 네토크라시 개념이다. 여기서 여러 저자는 온라인 소셜 네트워크의 확장된 사용과 사회적 권력 역학의 변화 사이의 상관 관계를 연구했다.

#### 소셜 미디어에서의 적용
소셜 네트워크 분석은 트위터, 페이스북 등 소셜 미디어 웹사이트에서의 연결을 통해 개인이나 조직 간의 행동을 이해하는 도구로 소셜 미디어에 적용되었다.

### 컴퓨터 기반 협력 학습(CSCL)에서의 적용
SNA를 적용하는 가장 최근의 방법 중 하나는 컴퓨터 지원 협력 학 (CSCL) 연구이다. CSCL에 적용할 때 SNA는 의사소통의 양, 빈도, 길이는 물론 품질, 주제, 전략 측면에서 학습자가 어떻게 협력하는지 이해하는 데 사용된다. 또한 SNA는 네트워크 연결의 특정 측면이나 전체 네트워크에 초점을 맞출 수 있다. 그래픽 표현, 서면 표현 및 데이터 표현을 사용하여 CSCL 네트워크 내의 연결을 검사하는 데 도움을 준다. SNA를 CSCL 환경에 적용할 때 참가자의 상호 작용은 소셜 네트워크로 처리된다. 분석의 초점은 각 참가자가 스스로 행동한 방식이 아니라 참가자들 사이에 이루어진 "연결", 즉 상호 작용하고 의사소통하는 방식에 있다.

#### 주요 용어
컴퓨터기반 협력 학습(CSCL)에서 사회 네트워크 분석 연구와 관련된 여러 중요한 용어가 있다. 밀도, 중심성, 내도 , 외도, 소시오그램 과 같은 컴퓨터 지원 공동 학습의 소셜 네트워크 분석 연구와 관련된 몇 가지 주요 용어가 있다.
- 밀도(density) : 참가자 간의 "연결"을 나타낸다. 밀도는 참가자가 보유한 연결 수를 참가자가 가질 수 있는 가능한 총 연결 수로 나눈 값으로 정의된다. 예를 들어, 20명이 참여하는 경우 각 사람은 잠재적으로 19명의 다른 사람과 연결할 수 있다. 100%(19/19) 밀도는 시스템에서 가장 높은 밀도이다. 5%의 밀도는 19개의 가능한 연결 중 1개만 있음을 나타낸다.[73]
- 중심성(centrality) : 네트워크 내 개별 참가자의 행동에 중점을 둔다. 이는 개인이 네트워크의 다른 개인과 상호 작용하는 정도를 측정한다. 개인이 네트워크의 다른 사람과 더 많이 연결할수록 네트워크에서의 중심성은 더욱 커진다.[74][75] 내차 및 외차 변수는 중심성과 관련이 있다.
- 인디그리(in-degree) : 특정 개인을 초점으로 집중한다. 다른 모든 개인의 중심성은 "급" 개인의 초점과의 관계에 기초한다.[76]
- 아웃디그리(outdegree) : 단일 개인에 초점을 맞추는 중심성의 척도이지만 분석은 개인의 외부로 나가는 상호 작용에 관심이 있다. 외부 중심성의 척도는 개인이 다른 사람과 상호 작용하는 초점 지점의 횟수이다.[77][78]
- 소시오 그램(sociogram)  : 네트워크에서 연결의 경계가 정의된 시각화이다. 예를 들어, 참가자 A에 대한 외부 중심점을 보여주는 소시오그램은 연구된 네트워크에서 참가자 A가 만든 모든 나가는 연결을 보여준다.[79]

#### 고유한 기능
연구자들은 부분적으로 그것이 제공하는 고유한 기능으로 인해 컴퓨터 지원 공동 학습 연구에서 소셜 네트워크 분석을 사용한다. 이 특별한 방법을 사용하면 네트워크로 연결된 학습 커뮤니티 내에서 상호 작용 패턴을 연구할 수 있으며 참가자가 그룹의 다른 구성원과 상호 작용하는 정도를 설명하는 데 도움이 될 수 있다. SNA 도구를 사용하여 생성된 그래픽은 참가자 간의 연결과 그룹 내 의사소통에 사용되는 전략을 시각화한다. 또한 일부 저자들은 SNA가 시간에 따른 구성원의 참여 패턴 변화를 쉽게 분석할 수 있는 방법을 제공한다고 제안한다.
많은 연구 조사에서 다양한 상황에 걸쳐 SNA를 CSCL에 적용했다. 연구 결과에는 네트워크의 밀도와 교사의 존재 사이의 상관 관계, "중앙" 참가자의 추천에 대한 더 큰 존중, 네트워크에서 성별 간 상호 작용의 빈도가 낮음, 상대적으로 작은 역할이 포함된다. 비동기 학습 네트워크의 강사가 플레이한다.

#### SNA와 함께 사용되는 다른 방법
많은 연구에서 컴퓨터 지원 협력 학습 분야 내에서 소셜 네트워크 분석의 가치가 입증되었지만 연구자들은 SNA 자체만으로는 CSCL을 완전히 이해하는 데 충분하지 않다고 제안했다. 상호 작용 프로세스의 복잡성과 수많은 데이터 소스로 인해 SNA가 CSCL에 대한 심층 분석을 제공하기가 어렵다. 연구원들은 협업 학습 경험에 대한 보다 정확한 그림을 형성하기 위해 SNA를 다른 분석 방법으로 보완해야 한다고 지적한다.
많은 연구 조사에서 CSCL 연구에서 다른 유형의 분석을 SNA와 결합했다. 이는 다중 방법 접근 방식 또는 데이터 삼각측량법이라고 할 수 있으며 이는 CSCL 연구의 평가 신뢰도를 높이는 데 도움이 된다.
- 질적 방법 – 질적 사례 연구 연구의 원칙은 CSCL 경험 연구에 SNA 방법을 통합하기 위한 견고한 프레임워크를 구성한다.[89]
  - 학생 설문지, 인터뷰, 교실 비참가 관찰 등 민족지학적 데이터[90]
  - 사례 연구 : 특정 CSCL 상황을 종합적으로 연구하고 결과를 일반적인 계획과 연관시킨다[90]
  - 컨텐츠 분석 : 회원간 커뮤니케이션 내용에 대한 정보 제공[90]
- 정량적 방법 – 여기에는 일반적인 경향을 탐지하기 위해 SNA를 통해 추적할 수 없었던 그룹 구성원의 특정 태도를 식별하기 위한 발생에 대한 간단한 기술 통계 분석이 포함된다.
  - 컴퓨터 로그 파일 : 학습자가 협업 도구를 사용하는 방식에 대한 자동 데이터 제공[90]
  - 다차원 척도 : 행위자 간의 유사성을 차트로 표시하여 더 유사한 입력 데이터가 서로 더 가까워지도록 한다[90]
  - 소프트웨어 도구: QUEST, SAMSA(인접 매트릭스 및 사회학 기반 분석 시스템) 및 Nud*IST[90]

## 같이 보기
- 복잡계 네트워크
- 디지털 인문학
- 수리사회학
- 메칼프의 법칙
- 소셜 미디어 마이닝
- 사회 연결망
- 소셜 네트워크 서비스
- 소셜 웹

## 추가 읽기
- 네트워크 역학을 위한 확률론적 행위자 기반 모델 소개 - Snijders et al.
- 카네기 멜론 대학 사회 및 조직 시스템 전산 분석 센터(CASOS)
- 토론토 대학 NetLab, 소셜, 커뮤니케이션, 정보 및 컴퓨팅 네트워크의 교차점 연구
- 하버드 대학교 네트워크 거버넌스 프로그램
- 위기 시대의 역사적 역학: 후기 비잔티움, 1204~1453(역사학의 관점에서 본 소셜 네트워크 분석에 대한 논의)
- 소셜 네트워크 분석: 조사를 위한 체계적인 접근 방식
- D. Easley & J. Kleinberg의 네트워크, 군중 및 시장 (2010)
- R. Hanneman & M. Riddle의 소셜 네트워크 방법 소개 (2005)
- I. McCulloh, H. Armstrong 및 A. Johnson 의 애플리케이션을 통한 소셜 네트워크 분석 (2013)